# مانويل غارسيا (فنان)
مانويل غارسيا (بالإسبانية: Manuel García)‏ (و. 1805 – 1906 م) هو مغني، وأستاذ مدرسة، ومغني أوبرا، ومعلم موسيقى، ومخترِع إسباني، ولد في صفراء، بطليوس، توفي في لندن، عن عمر يناهز 101 عاماً.

## التعليم
تعلم في جامعة كونيغسبرغ.

## جوائز
حصل على جوائز منها:
- دكتوراه فخرية (1862).

## روابط خارجية
- مانويل غارسيا على موقع الموسوعة البريطانية (الإنجليزية)
- مانويل غارسيا على موقع ميوزك برينز (الإنجليزية)